# Triolena spicata
Triolena spicata là một loài thực vật có hoa trong họ Mua. Loài này được (Triana) L.O. Williams miêu tả khoa học đầu tiên năm 1963.